# Sue Culley
Sue Culley (eigentlich Susan Culley; * 12. März 1952) ist eine ehemalige australische Diskuswerferin.
Bei den British Commonwealth Games 1974 in Christchurch wurde sie Achte.
1972 und 1973 wurde sie Australische Meisterin. Ihre persönliche Bestweite von 51,02 m stellte sie am 19. Februar 1975 in Sydney auf.